# Hilger Schallehn
Hilger Schallehn (Flensburg, 4 januari 1936 – ?, 1 januari 2000) was een Duits componist, dirigent en architect.

## Levensloop
Schallehn studeerde architectuur en bouwkunde aan de Technische Universiteit Darmstadt in Darmstadt. In deze tijd was hij dirigent van het studentenkoor en het studentenorkest. Daarna studeerde hij aan de Hochschule für Musik und Darstellende Kunst Frankfurt am Main dirigeren. In 1973 werd hij redacteur en later lector voor koor- en volksmuziek bij de muziekuitgave Schott in Mainz.
Als componist schreef hij werken voor koren en harmonieorkest.

## Composities

### Werken voor harmonieorkest
- 1983 Funèbre, voor mannenkoor en harmonieorkest
- Alte Landsknechte, voor mannenkoor en harmonieorkest - tekst: Börries von Münchhausen
- Das Korn im Acker, voor gemengd koor en harmonieorkest - tekst: Werner Bergengruen
- Introductie en rondo, voor harmonieorkest

### Missen, motetten en gewijde muziek
- 1995 Selig sind die Toten, voor driestemmig vrouwenkoor,  tekst: naar Apocalyps 14, Vers 13
- 1996 Friedensgruss, kleine motet voor 3-stemmig vrouwen- of kinderkoor

### Werken voor koren
- 1993 Escondido, Argentijns lied voor vrouwenkoor
- 1993 Laatste zon, Argentijs lied naar Julián Aguirre Córdoba voor driestemmig vrouwenkoor
- 1993 Metzelsuppenlied, voor mannenkoor - tekst: naar Ludwig Uhland
- 1993 Sei gegrüsst von fern, voor driestemmig vrouwenkoor
- 1993 Singen ist das Atmen der Seele, voor gemengd koor (of: mannenkoor) - tekst: van de componist
- Das Buch der Weihnachtslieder, van Ingeborg Weber-Kellermann, bewerkt door Hilger Schallehn
- Das Buch der Kinderlieder - 235 alte und neue Lieder, van Ingeborg Weber-Kellermann, bewerkt door Hilger Schallehn

- Bibsys: 90242453
- Gemeinsame Normdatei: 134509013
- International Standard Name Identifier: 0000 0001 1742 7922
- Library of Congress Control Number: n82100042
- Nationale Bibliotheek van Letland: 000257346
- Nationale Bibliotheek van Tsjechië: pna2014811213
- Nationale Bibliotheek van Israël: 987007332906805171
- Nederlandse Thesaurus van Auteursnamen: 071342923
- Système universitaire de documentation: 227186834
- Virtual International Authority File: 11194312
- WorldCat: E39PBJhRDpQdFrD3P4ffpwjgrq